# گوزل‌یورت
گوزل‌یورت (به ترکی استانبولی: Güzelyurt) یک منطقهٔ مسکونی در ترکیه است که در استان آق‌سرای واقع شده‌است. گوزل‌یورت ۱٬۴۸۵ متر بالاتر از سطح دریا واقع شده‌است.